# Lenguas gã-dangme
Las lenguas gã-dangme o gã-daŋme constituyen una rama de las lenguas kwa, formada por únicamente dos lenguas: el gã y el adangme. Estas dos lenguas están estrechamente relacionadas y a veces se han considerado como dos dialectos de la misma lengua. Existen muchas similitudes en el vocabulario de ambas lenguas, aunque hay muchas palabras diferentes, diferencias gramaticales, particularmente en el sintagma verbal. Cuando existen diferencias, el adangme es en general más cercano al proto-ga-dangme por lo que se considera la lengua más conservadora de las dos.

## Comparación léxica
Los numerales en diferentes variedades de lenguas ga-dangme son:
| GLOSA | Gã     | Dangme     | PROTO- GA-DANGME |
| ----- | ------ | ---------- | ---------------- |
| '1'   | ékòmé  | kákē       | *-kɔ̃             |
| '2'   | éɲɔ̀    | éɲɔ̃̀        | *é-ɲɔ            |
| '3'   | étɛ̃    | étɛ̃̄        | *é-tɛ̃            |
| '4'   | éɟwɛ̀   | éywɛ̀~ éwìɛ̀ |                  |
| '5'   | énùmɔ̃  | énũ̄ɔ̃̄       | *é-nũ            |
| '6'   | ék͡pàa  | ék͡pà       | *é-k͡pàa          |
| '7'   | k͡pàwo  | k͡pààɡō     | *k͡pàa-kɔ̃         |
| '8'   | k͡pàaɲɔ̃ | k͡pàaɲɔ̃̄     | *k͡pàa-ɲɔ         |
| '9'   | nɛ̀ɛhṹ  | nɛ̃̀ɛ̃́        | *nɛɛ             |
| '10'  | ɲɔ̀ŋmá  | ɲɔ̃̀ŋ͡mã́      | *ɲɔŋma <*ɲɔ̃+k͡pa  |